# Lariano
Lariano és un comune (municipi) de la ciutat metropolitana de Roma, a la regió italiana del Laci, situat uns 35 km al sud-est de Roma. L'1 de gener de 2018 tenia 13.448 habitants.
Lariano limita amb els municipis d'Artena, Cori, Rocca di Papa, Rocca Priora i Velletri.

## Ciutats agermanades
Lariano està agermanat amb:
- Victòria, Romania (des d'abril 2007)
- Sausset-les-Pins, França
- Crecchio, Itàlia
- San Ferdinando di Puglia, Itàlia